# Prudence-Guillaume de Roujoux
Prudence-Guillaume, 2e baron de Roujoux (né le 6 juillet 1779 à Landerneau, mort à Paris le 7 octobre 1836) est un homme de lettres français, fonctionnaire impérial, historien, éditeur littéraire et lexicographe.  

## Biographie
Il est le fils de Louis Julien de Roujoux, qui fut avocat, député à l'Assemblée législative en 1791, membre du Tribunat et préfet de Saône et Loire sous le premier empire.
Après d'excellentes études qui l'avaient conduit à l'École polytechnique, il fut attaché, en 1800, a l'expédition de la Guadeloupe, sous le contre-amiral Lacrosse. Une statistique du département de Saône-et-Loire, attira sur lui l'attention du premier consul. Il fut fait sous-préfet de Saint-Pol, en Artois, puis en 1812, préfet du Ter, en Catalogne. Il administra aussi en même temps le département de la Sègre. 

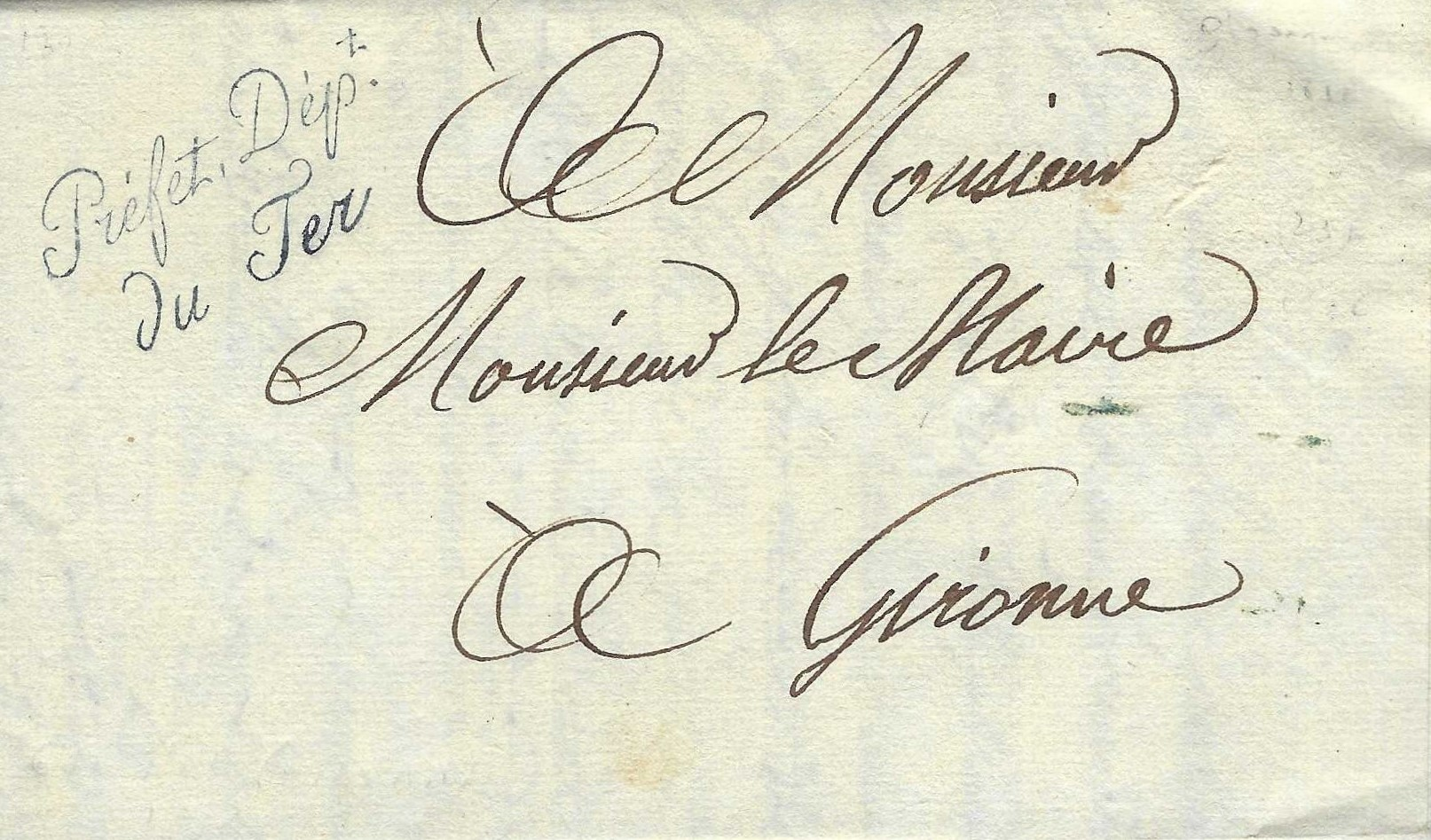
marque de franchise sur lettre de 1812 du préfet du Ter

Oublié pendant la Restauration,  il fut appelé, dans les Cent jours, à la préfecture des Pyrénées-Orientales. À la révolution de 1830, il obtint la préfecture du Lot. Mis à l'écart une fois encore, il s’adonna à ses travaux littéraires. Il était membre de l’Institut historique de Paris.

## Publications
Ses ouvrages sont variés et épars. 
- Essai d'une histoire des révolutions arrivées dans les sciences et les beaux-arts, depuis les temps héroïques jusqu'à nos jours, 1811. Un Essai sur les révolutions des sciences et des  arts, qui annonçait, dans un écrivain jeune alors, toute l'expérience et l’érudition de la maturité.
- Dictionnaire classique italien-français, 1828. Un Dictionnaire Italien justement estimé.
- Histoire d'Angleterre traduite de l'anglais sur la 2e édition, 1825-1831. Une Traduction consciencieuse de la longue histoire d'An¬gleterre de Lingard.
- Histoire des rois et des ducs de Bretagne, 1828-1829. Une savante et curieuse histoire de Bretagne.
- Histoire pittoresque de l'Angleterre et de ses possessions dans les Indes, depuis les temps les plus reculés jusqu'à la réforme de 1832, 1835-1836. Une Histoire pittoresque d'Angleterre, publiée par le baron Taylor et Charles Nodier.